# هاینریش فون فیتینگهوف
هاینریش فون فیتینگهوف (به آلمانی: Heinrich von Vietinghoff) (زاده ۶ دسامبر ۱۸۸۷ – مرگ ۲۳ فوریه ۱۹۵۲) یک ژنرال آلمانی در دوره رایش سوم و از ۱۵ اوت ۱۹۴۳ تا ۱۴ فوریه ۱۹۴۵ فرمانده لشکر دهم ورماخت بود.